# Sviluppo locale
L'espressione sviluppo locale è utilizzata per indicare una grande varietà di posizioni culturali, scientifiche e politiche; una diversità spesso contraddittoria, di riferimenti teorici e metodologici; una molteplicità di pratiche e di esempi.
Lo sviluppo locale è un aumento qualitativo delle capacità del territorio di agire, reagire, programmare e gestire situazioni complesse. A livello di popolazione locale lo sviluppo si individua in un aumento delle libertà personali dato dall'aumento della "capacitazione" Amartya Sen (capacità di apprendere).
Per leggere lo sviluppo locale non possiamo guardare solo ad aspetti come il PIL procapite locale o alla crescita delle transazioni economiche, ma bisogna guardare a complessi aspetti sociali e politici che si sviluppano sul territorio e determinano vantaggi competitivi che il solo mercato non potrebbe realizzare. Attraverso la cooperazione fra attori e la creazione di reti di attori stabili nel tempo aumenta la capacità di visione e di azione.
"Lo sviluppo locale è dunque un processo di cooperazione e cambiamento [...] finalizzato a produrre beni collettivi locali (infrastrutture e servizi per la comunità locale), in cui è di fondamentale importanza il ruolo degli attori locali per alimentare una strategia di valorizzazione delle risorse locali". 
Lo sviluppo locale si può generare spontaneamente, o può essere indotto dall'azione degli attori sul territorio: ad esempio esistono agenzie di sviluppo pubbliche e private (EuroBic, IRIS , reteSviluppo S.c., Società di Sviluppo locale S.p.a, ecc.) che offrono i loro servizi in questo campo.
In Italia lo sviluppo locale è stato promosso anche con le politiche dei Patti Territoriali, i Piani Strategici e altre iniziative di tipo regionale (PIT, POR ecc.), e viene promosso attualmente attraverso il Gruppo di azione locale (GAL), che è un gruppo composto da soggetti pubblici e privati che elaborano il piano di azione locale (PAL) e gestiscono i contributi finanziari erogati dall'Unione europea e dai fondi strutturali.
Per generare le competenze adatte a gestire i complessi fenomeni di sviluppo locale sono stati istituiti corsi di formazione a livello universitario come quello dell'Università di Firenze "Cesare Alfieri - Analisi e politiche dello sviluppo locale"